# Kowal
Ricopre una superficie di 4,68 km² e nel 2007 contava 3 478 abitanti.